# Kaansoo
Kaansoo är en ort i Estland. Den ligger i Vändra kommun och landskapet Pärnumaa, i den centrala delen av landet, 100 km söder om huvudstaden Tallinn. Kaansoo ligger 39 meter över havet och antalet invånare är 150.
Terrängen runt Kaansoo är mycket platt. Runt Kaansoo är det mycket glesbefolkat, med 7 invånare per kvadratkilometer. Närmaste större samhälle är Vändra, 11,2 km nordväst om Kaansoo. I omgivningarna runt Kaansoo växer i huvudsak blandskog.